# Hermonassa consignata
Hermonassa consignata là một loài bướm đêm trong họ Noctuidae.